# Ford RS200
El Ford RS200 es un automóvil deportivo de motor central-trasero con tracción en las cuatro ruedas, producido por la empresa Ford desde 1984 hasta 1986.
El RS200 fue construido expresamente para ser homologado dentro del Grupo B de rally y diseñado para cumplir con las especificaciones de la FIA, que requería de una producción de 200 unidades del mismo auto.

## Historia
Fue un automóvil especialmente construido para las competiciones de rally y enfrentarse contra los modelos Lancia Delta S4 y Peugeot 205 Turbo 16. El diseño del RS200 no se inspiró en la versión europea del Escort, al igual que sus sucesores no se inspiraron en el RS200.
A raíz de la introducción del Ford Escort MK III en 1980, Ford Motorsport conjuntó el desarrollo de sus autos de tracción trasera con el empleo de turbocompresores en la alimentación de sus motores de coches deportivos. Ese proyecto que para el año de 1983 aún se encontraba en proceso se denominaba como Escort RS 1700B y sería la sustitución de los obs pero triunfadores e irrompibles Ford Escort MK II RS.
En 1983, a la llegada de Stuart Turner como director deportivo de Ford Europa, quien tenía el deseo de contar con un vehículo de tracción total y cargado con turbo, con el cual se pudiera encarar de forma exitosa la participación de Ford dentro del nuevo Grupo B del Campeonato Mundial de Rally. Dicha idea sobre el desarrollo del Escort se desechó.
A mediados de ese año, comenzó entonces el desarrollo de un auto nuevo, teniéndose como base la nueva reglamentación del Grupo B de Rally, que estipulaba una la construcción de 200 unidades terminadas en un lapso de doce meses continuos y, haciéndose uso de la experiencia adquirida en el desarrollo y la preparación del motor que estaba destinado al RS 1700T, se creó un vehículo totalmente nuevo construido para la competencia de rally.
El vehículo que se bautizó con el nombre de Ford RS200, utilizaría un motor turboalimentado ubicado en posición central y dado que los ejecutivos de Ford se convirtieron en entusiastas y acérrimos defensores de que la nueva tecnología de vehículo con tracción en las cuatro ruedas, sería una adición que a su juicio eran necesarias para permitir que los autos Ford fueran capaces de competir adecuadamente contra los Audi Sport Quattro, Peugeot 205 Turbo 16 y Lancia Delta S4.

## Desarrollo
El nuevo vehículo se consideraría un diseño único, porque su carrocería sería construida en acero, kevlar y fibra de carbono, a diferencia de otras marcas, no corresponde a ninguno de los modelos de producción de la Ford, sino que contó con una carrocería diseñada específicamente para ese auto.
Ésta fue diseñada por Filippo Sapino de la Ghia en Turín, propiedad de Ford, bajo la supervisión del equipo de diseño de Boreham (la casa de los autos deportivos de Ford), estipulándose por parte de Turner, que en el diseño del habitáculo se contara con espacio adecuado para los pilotos, por lo que la sección central del auto, fue idéntica al Ford Sierra de producción, usándose incluso el modelo del parabrisas y la parte alta de las portezuelas en el desarrollo del proyecto.
La producción de las carrocerías, dado que Ford no tenía experiencia en el uso de esos materiales, se encargó a la firma Reliant, donde se construyeron 194 unidades posteriores a los seis prototipos del desarrollo.
Para el chasis se empleó una plataforma de acero con una sección central monocasco remachada en ella, a la cual se remachaban también, tres sub-chasis tubulares que alojarían y la mecánica y suspensiones del vehículo.
Su diseño fue planeado con el propósito de obtener una fácil accesibilidad para todos los órganos mecánianos y prontas reparaciones desde el capó en caso de accidentes.

### Motor

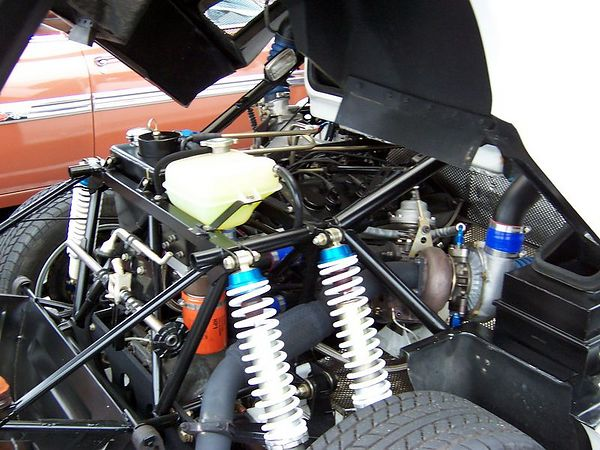
El motor central del RS200 y la suspensión trasera.

El motor se había desarrollado para el RS 1700T y que se llamaría Cosworth BDT, se ubicó en posición central-trasera longitudinal, que era un motor de cuatro cilindros en línea de 1803 cm³ (1,8 L; 110 plg³) de cilindrada, con un diámetro por carrera de 86 mm (3,39 plg) x 77,6 mm (3,06 plg), distribución de doble (DOHC) árbol de levas y 16 válvulas, lubricación por cárter seco, alimentado por un turbocompresor Garrett T.03/04, del que inicialmente se obtendrían de 250 CV (247 HP; 184 kW) a 300 CV (296 HP; 221 kW) en la versión de calle, ya que los coches de rally tenían aproximadamente de 380 CV (375 HP; 279 kW) a 450 CV (444 HP; 331 kW) según la carrera en la que participaron.
La trasmisión se diseñó de tal forma, que la caja de cambios se encontraba montada en la parte delantera del motor longitudinal, con lo cual se logró un mejor reparto del peso y un bajo centro de gravedad, ya que así los órganos mecánicos estaban todos situados dentro de la batalla del vehículo.
La tracción total contó con tres diferenciales viscosos de deslizamiento limitado (o tipo Ferguson), y el piloto podía desconectar el delantero desde el habitáculo. De serie, el reparto del par motor era de un 37% a las ruedas delanteras y un 63% a las traseras, pero en la versión de competición se podía bloquear al 50%/50% también desde el habitáculo.
Una configuración de trapecios con doble amortiguador ajustables y muelles helicoidales en cada rueda, ayudó a considerar al RS200 como la plataforma mejor equilibrada de cualquiera de los otros competidores contemporánea al RS200.

## Competición

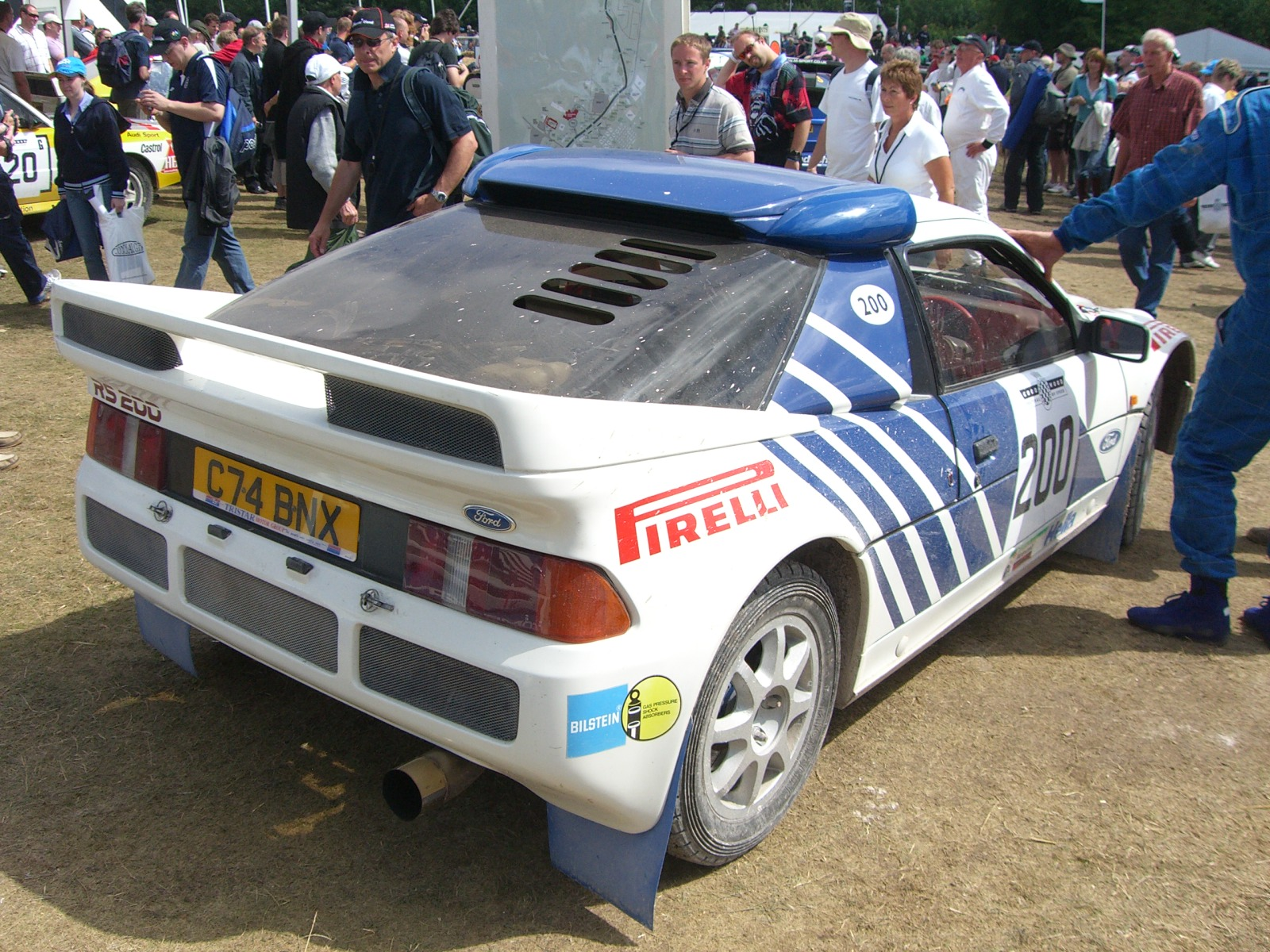
Vista trasera del RS200.

La vida deportiva del RS200 dentro del Campeonato Mundial de Rally fue corta, ya que si bien su presentación fue en el año de 1985, cuando Malcolm Wilson obtuvo un primer lugar dentro del Campeonato Británico de Rally, su de homologación número B-280 dentro del Grupo B no fue sino hasta el mes de febrero de 1986, por lo cual no pudo participar en el Rally de Monte Carlo y no fue hasta el Rally de Suecia en el que Ford inscribiera dos unidades del RS200, para las parejas de Kalle Gründel/Benny Melander, quienes logran la tercera posición; y Stig Blomqvist/Bruno Berglund que abandonan finalmente, después de sufrir varios accidentes.
Y fue ese el mejor resultado que obtuviera el RS200 dentro del Campeonato Mundial en toda la vida del automóvil, ya que en Portugal el piloto Joaquim Santos al salirse en una curva se estrella contra el público, provocando varios muertos y heridos. En el Rally Acrópolis los dos autos se retiran por fallos de motor cuando Gründel iba en primer lugar y Blomqvist tercero. Finalmente, en el Rally RAC, Gründel logró llegar en quinto puesto.
La muerte de Henri Toivonen a bordo de un Delta S4 en el Rally de Córcega de 1986 y el accidente de Santos en Portugal, hacen que la FIA considere a los autos del Grupo B demasiado rápidos y peligrosos para las estrechas carreteras en las que se disputan los rallyes y, en forma unilateral, con el descontento de las marcas que habían invertido grandes sumas de dinero en el desarrollo de los autos, cancela la participación del Grupo B para 1987.
Como lo hicieron varias marcas, el Ford RS200 emigra a los campeonatos nacionales de rallyes de tierra y a las pistas de Rallycross, en donde obtienen un gran número de triunfos.

### Resultados
Temporada 1986 del Campeonato Mundial de Rally:
| Piloto         | SWE | POR | GRE | GBR | Posición | Puntos |
| -------------- | --- | --- | --- | --- | -------- | ------ |
| Stig Blomqvist | Ret | Ret | Ret | Ret | 5º       | 24     |
| Kalle Grundel  | 3   | Ret | Ret | 5   | 5º       | 24     |
| Joaquim Santos |     | Ret |     |     | 5º       | 24     |
| Mark Lovell    |     |     |     | Ret | 5º       | 24     |
| Stig Andervang |     |     |     | Ret | 5º       | 24     |

### Especificaciones
A continuación, los datos técnicos de la versión Evolution de Rally:
| Materiales del motor        | Bloque y culata de aluminio.                    |
| Diámetro x carrera          | 90 mm (3,54 plg) x 84 mm (3,31 plg)             |
| Distribución                | DOHC 4 válvulas x cilindro (16 en total).       |
| Relación de compresión      | 7.2:1                                           |
| Potencia máxima             | 580 CV (572 HP; 427 kW) a las 8.000 rpm         |
| Par máximo                  | 400 lb·pie (542 N·m) a las 5.500 rpm            |
| Régimen máximo (línea roja) | 9.000 rpm                                       |
| Alimentación                | Inyección multipunto Bosch                      |
| Presión del turbo           | Con Intercoolers aire/aire a 1,6 bar (22,7 psi) |
| Encendido                   | Electrónico con orden de encendido: 1-3-4-2     |
| Sistema de lubricación      | Cárter seco, con 3 bombas de aceite.            |
| Embrague                    | Platos gemelos AP.                              |
| Depósito de combustible     | 105 L (27,7 galAm).                             |

Relaciones de la transmisión:
| 1ª    | 2ª    | 3ª    | 4ª    | 5ª    | Reversa |
| ----- | ----- | ----- | ----- | ----- | ------- |
| 2,692 | 1,824 | 1,318 | 1,043 | 0.786 | 3,083   |